# Eulasia nitidinatis
Eulasia nitidinatis är en skalbaggsart som beskrevs av Baraud 1990. Eulasia nitidinatis ingår i släktet Eulasia och familjen Glaphyridae. Inga underarter finns listade i Catalogue of Life.